# 아침마당 (KBS전주방송총국)
《아침마당 전북》은 KBS전주방송총국에서  KBS전주 1TV의 매주 금요일 아침 8시 25분부터 9시 30분에 방송되는 KBS전주방송총국의 텔레비전 프로그램이다.

## 기획 의도
우리 이웃들의 다양하고 진솔한 이야기로 안방에 훈훈한 감동과 희망을 선사하는 프로그램. 전북자치도민들의 삶을 밀착으로 들여다보고, 전북특별자치도에 거주하거나 전북특별자치도와 직접적인 관계가 있는 지역 인사 및 특별한 사연이 있는 주인공을 초대해 이야기를 들어본다..

## 방송 시간
| 방송 채널   | 방송 기간                                                                                 | 방송 시간                            | 비고 |
| ----------- | ----------------------------------------------------------------------------------------- | ------------------------------------ | ---- |
| KBS전주 1TV | 1994년 10월 14일 ~ 1995년 11월 3일                                                        | 매주 금요일 아침 8시 20분 ~ 9시 20분 |      |
| KBS전주 1TV | 1996년 3월 8일 ~ 1996년 10월 11일                                                         | 매주 금요일 아침 8시 40분 ~ 9시 40분 |      |
| KBS전주 1TV | 1996년 10월 18일 ~ 1999년 10월 15일                                                       | 매주 금요일 아침 8시 30분 ~ 9시 35분 |      |
| KBS전주 1TV | 1999년 10월 22일 ~ 2000년 10월 20일                                                       | 매주 금요일 아침 8시 25분 ~ 9시 30분 |      |
| KBS전주 1TV | 2007년 5월 4일 ~ 2008년 11월 14일 2011년 1월 7일 ~ 2016년 7월 29일 2021년 2월 19일 ~ 현재 | 매주 금요일 아침 8시 25분 ~ 9시 30분 |      |
| KBS전주 1TV | 2000년 10월 27일 ~ 2000년 11월 3일                                                        | 매주 금요일 아침 8시 30분 ~ 9시 30분 |      |
| KBS전주 1TV | 2000년 11월 10일 ~ 2007년 4월 27일                                                        | 매주 금요일 아침 8시 30분 ~ 9시 30분 |      |
| KBS전주 1TV | 2008년 11월 17일 ~ 2010년 12월 27일                                                       | 매주 월요일 아침 8시 25분 ~ 9시 30분 |      |

## 현재 MC
- 시즌1

| 대수 | 진행자 | 진행자 | 진행 기간                  | 비고 |
| 대수 | 남성   | 여성   | 진행 기간                  | 비고 |
| ---- | ------ | ------ | -------------------------- | ---- |
| 1대  | 유장영 | 김태은 | 일자미상 ~ 2016년 7월 29일 |      |

- 시즌2

| 대수 | 진행자 | 진행자 | 진행 기간              | 비고  |
| 대수 | 남성   | 여성   | 진행 기간              | 비고  |
| ---- | ------ | ------ | ---------------------- | ----- |
| 1대  | 홍석우 | 김태은 | 2021년 2월 19일 ~ 현재 | [ 1 ] |